# Pandemia de COVID-19 en Nueva Jersey
El primer caso de la pandemia de enfermedad por coronavirus en  Nueva Jersey, estado de los Estados Unidos, inició el 2 de marzo de 2020. Hay 148.039 casos confirmados y 10.946 fallecidos.

## Cronología

### Marzo
El 2 de marzo, el eventual paciente cero, un asistente médico que atendió a pacientes en varias clínicas en el área de la ciudad de Nueva York, tuvo tos fuerte y palpitaciones cardíacas, y fue a una clínica de atención de urgencia donde dio negativo por gripe y estreptococo (las pruebas COVID-19 no estaban disponibles en la clínica). Los síntomas del paciente llevaron a su médico a decirle que fuera a la sala de emergencias para una tomografía computarizada. Mientras estaba en el hospital, el paciente desarrolló fiebre, dificultad para respirar y diarrea. Su tomografía computarizada reveló que tenía neumonía, y el sombreado en un pulmón les dio a los médicos razones para creer que podría tener el coronavirus. El 3 de marzo, fue examinado para COVID-19. El 4 de marzo, el gobernador Phil Murphy y la teniente gobernadora Sheila Oliver anunciaron el primer caso del estado de COVID-19, un resultado positivo presuntamente positivo en un hombre de unos 30 años que había sido hospitalizado en el condado de Bergen desde el 3 de marzo.
El 5 de marzo, los funcionarios anunciaron que estaban investigando un segundo caso presunto de COVID-19. El 6 de marzo, los funcionarios anunciaron un tercer caso presuntivo en el condado de Camden y un cuarto caso en el condado de Bergen. El 8 de marzo, se confirmaron dos presuntos casos positivos en East Brunswick y Edison, lo que eleva el total a seis.
El 10 de marzo, los funcionarios estatales anunciaron la primera muerte en Nueva Jersey en el condado de Bergen. Un residente de Little Ferry, John Brennan, de 69 años, fue el primero en sucumbir al virus en Nueva Jersey. Tenía problemas de salud subyacentes y fue llevado al Centro Médico de la Universidad de Hackensack donde murió de un ataque cardíaco. Saldría a la luz días más tarde que el hombre estaba conectado a un grupo de coronavirus entre una familia de Nueva Jersey que mataría a 4 miembros de la familia.

### Abril
El 1 de abril, el gobernador Phil Murphy anunció que había 22,255 casos de coronavirus en Nueva Jersey, incluidas 355 muertes. El 2 de abril, las autoridades informaron 25.590 casos totales de coronavirus en Nueva Jersey, incluidas 537 muertes. De las 537 muertes, el 47% eran personas mayores de 80 años. Los residentes de centros de atención a largo plazo representaron 76 muertes. 110 de los 375 centros de atención a largo plazo de Nueva Jersey tenían al menos un caso confirmado de coronavirus. El 4 de abril, los funcionarios estatales anunciaron que Nueva Jersey tenía 34,124 casos totales de coronavirus, incluidas 846 muertes. Según la comisionada de salud del estado Judith Perischilli, había más de 4,000 pacientes con coronavirus hospitalizados en Nueva Jersey a partir del día 3. De esos pacientes, 1,494 estaban en cuidados críticos, incluidos 1,263 que estaban en ventiladores.
El 6 de abril, el estado anunció que 41,090 personas habían dado positivo por el coronavirus en Nueva Jersey. El número de muertos aumentó a 1.003. [44] El 7 de abril, el gobernador Murphy anunció que hubo 44,416 casos totales de coronavirus en Nueva Jersey y 1,232 muertes.

### Mayo
El 4 de mayo, el gobernador Murphy indicó que todas las escuelas, públicas y privadas, permanecerían cerradas por el resto del año académico.
Para el 14 de mayo, el condado de Hudson superó a Bergen para la mayoría de los casos de coronavirus en NJ con más de 17.134 casos, mientras que Bergen tiene 17.080.
El 18 de mayo, el gobernador Murphy dio a conocer una estrategia de reapertura de tres etapas. NJ se encuentra actualmente en la etapa 1 de reapertura. Un gimnasio en Bellmawr reabrió y el propietario fue multado más tarde en violación de las restricciones estatales de coronavirus. Al día siguiente, el dueño del gimnasio recibió más boletos y un cliente fue arrestado.
Para el 20 de mayo, la administración había reducido el número de muertes relacionadas con la corona reportadas en hogares de ancianos de 5,700 el 18 de mayo a 4,295. La reducción se logró al excluir las muertes de personas que no tenían una prueba de laboratorio COVID-19 confirmada antes de la muerte.

## Respuesta gubernamental
El 9 de marzo, el gobernador Murphy declaró el estado de emergencia en Nueva Jersey ya que el número de casos aumentó a 11. El 14 de marzo, el alcalde de Hoboken declaró un toque de queda nocturno obligatorio. El 15 de marzo, el gobernador Murphy anunció a través de Twitter que se habían confirmado otros 31 casos en el estado, lo que eleva el total acumulativo a 98 casos positivos. También declaró en una estación de radio de la ciudad de Nueva York que estaba considerando un toque de queda en todo el estado, después del implementado en Hoboken. Un día después, el gobernador anunció nuevas regulaciones. Se prohibieron las reuniones de 50 o más personas, de acuerdo con las pautas federales. El gobernador Murphy sugirió un toque de queda en todo el estado a las 8 p. m. Todos los bares, casinos, gimnasios, cines y restaurantes se cerraron indefinidamente el día 16 a las 8 p. m., aunque se permitió que los bares y restaurantes permanecieran abiertos solo para entrega o para llevar.

## Impacto

### En lo socioeconómico

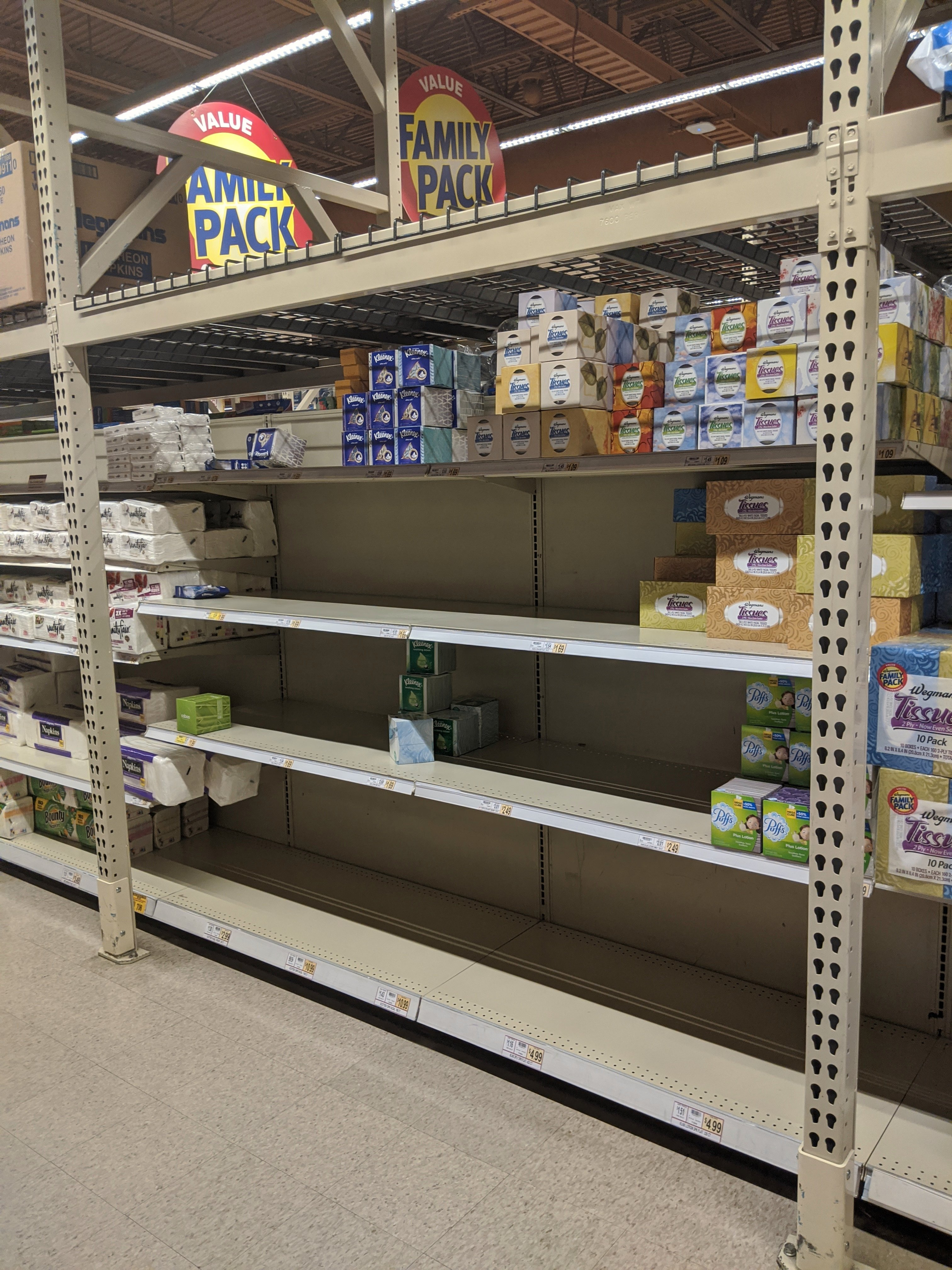
Desabastecimiento en un centro comercial de Jersey City.

El 17 de marzo, el gobernador Murphy dijo que a partir de las 8 p. m., todos los centros de entretenimiento, parques de atracciones y centros comerciales del estado permanecerían cerrados indefinidamente. "Este es un virus diferente a todo lo que hemos visto en nuestra vida", dijo Murphy. Según Marilou Halvorsen, presidente y CEO de la Asociación de Restaurantes y Hospitalidad de Nueva Jersey, el 90% de los empleados del restaurante fueron despedidos el día 16. El día 16 se presentaron 15,000 solicitudes de desempleo, y el aumento provocó el colapso del sistema informático del Departamento de Trabajo del estado.
El 19 de marzo, Murphy ordenó que todas las empresas de cuidado personal que no podían mantener un distanciamiento social adecuado cerraran antes de las 8 p. m. el día 19; Estos negocios incluyen peluquerías, salones de belleza, salones de uñas, spas y salones de tatuajes. Ese día, Murphy dijo: "Básicamente hemos cerrado el estado. Quédese en casa". Un día después, el gobernador Murphy anunció el cierre de todos los negocios no esenciales. "No me da alegría, pero no tenemos otra opción. En las próximas 24 horas, apretaremos más los tornillos en términos de distanciamiento social", dijo Murphy. Las solicitudes de desempleo en Nueva Jersey aumentaron un 20% durante la semana que terminó el 14 de marzo en comparación con el mismo período del año anterior. El 26 de marzo, el gobernador Murphy dijo que 155,000 personas solicitaron beneficios de desempleo en Nueva Jersey durante la semana anterior, 16 veces el número que presentó la semana anterior.
Para el 31 de marzo, la policía en Newark había cerrado 16 negocios no esenciales y emitió más de 250 citaciones por obstruir el negocio de la ley. Las ciudades de Bay Head, Mantoloking y Point Pleasant Beach, en el condado de Ocean, decidieron cerrar sus playas a partir del 3 de abril para frenar la propagación del virus.
Las restricciones estatales establecidas debido al coronavirus causaron muchos cierres y despidos comerciales. Según el Departamento de Trabajo y Desarrollo de la Fuerza Laboral del estado, casi 577,000 trabajadores de Nueva Jersey solicitaron beneficios de desempleo durante las tres semanas anteriores. Para el 23 de abril, o cinco semanas desde que comenzó el agresivo distanciamiento social, más de 858,000 trabajadores de Nueva Jersey habían solicitado beneficios de desempleo. Para el 30 de abril, 930,000 residentes habían solicitado beneficios de desempleo en las seis semanas anteriores, en comparación con los 55,000 del mismo período en 2019. Según una encuesta de la Universidad de Monmouth publicada el 27, al menos una persona estaba sin trabajo debido a la pandemia de coronavirus en más del 40% de los hogares del estado.

### En el sistema de salud

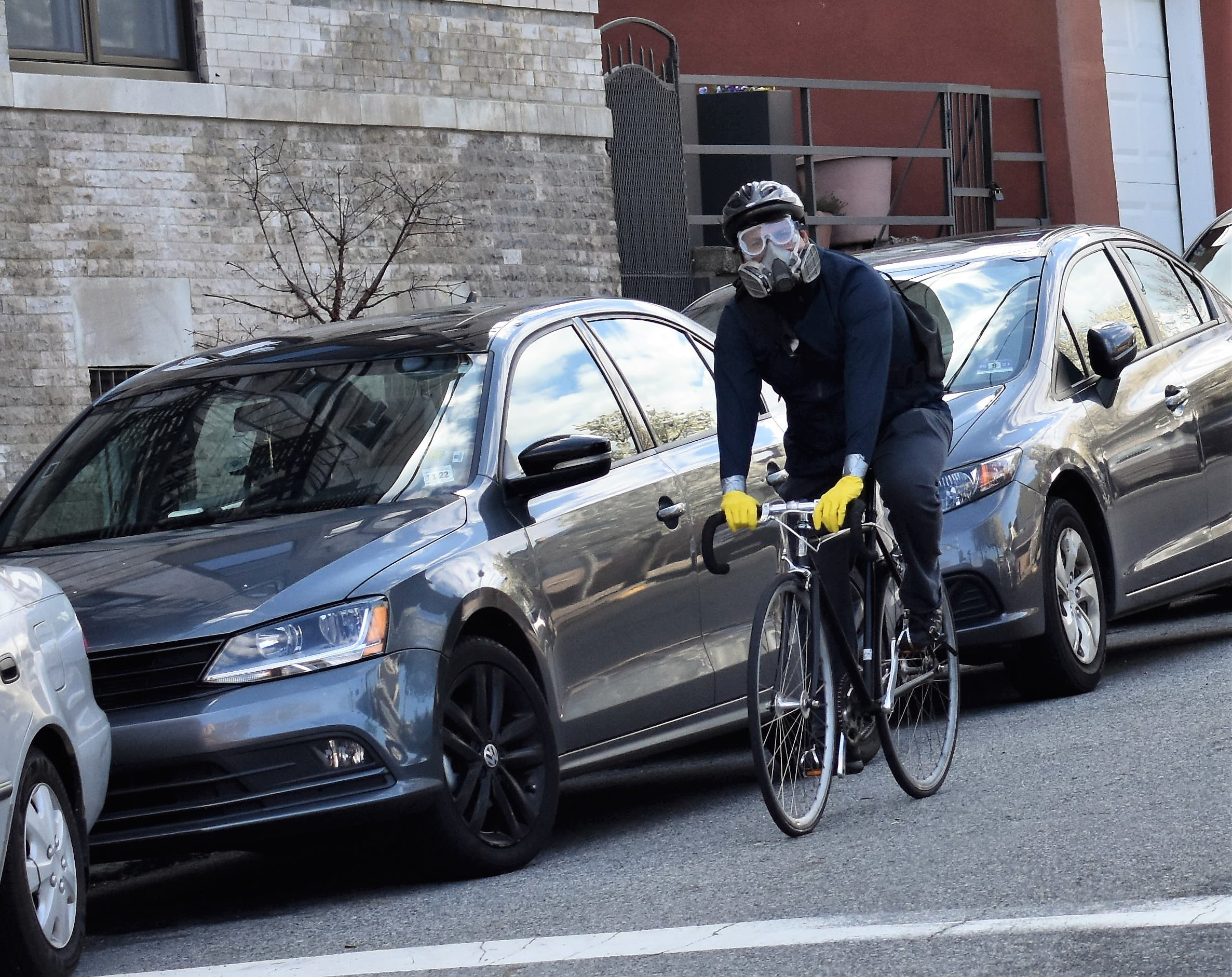
Ciclista con guantes y mascarrillas en Weehawken.

El primer centro de pruebas de coronavirus administrado por el gobierno abrió el día 20 en Bergen Community College en el condado de Bergen. Cientos de automóviles se alinearon durante aproximadamente tres millas esperando llegar al centro de acceso. Abrió a las 8 a. m. y a las 12 p. m., las personas fueron rechazadas ya que el centro estaba lleno. Los trabajadores de salud en el sitio evaluaron a más de 650 personas. El 21 de marzo, el sitio de pruebas en Bergen Community College alcanzó su capacidad diaria de 350 pruebas en dos horas.
Se abrieron nuevos centros de pruebas de manejo en Hudson Regional Hospital, Kean University y PNC Bank Arts Center. Para el 4 de abril, el estado informó un promedio de 5,000 pruebas por día, y solo estaba evaluando a personas sintomáticas. El estado tenía alrededor de 66 sitios de prueba para el 15 de abril.
Para el 27 de marzo, el laboratorio estatal de Nueva Jersey había realizado 28,043 pruebas de coronavirus con 8,296 positivas para una tasa de 33.4%. Al menos una prueba positiva se había encontrado en 55 de los 375 hogares de ancianos del estado. Hasta el 18 de abril, se habían realizado 147.850 pruebas de coronavirus en Nueva Jersey, con una tasa de positividad del 45,14%. El estado realizaba unas 9,000 pruebas por día para el 22 de abril. El gobernador Murphy dijo que pensaba que Nueva Jersey necesitaría duplicar sus pruebas diarias e incluir a personas asintomáticas antes de reabrir su economía.